# Isidor Müller

Isidor Müller

Isidor Müller (* 3. April 1827 in Landeck; † 20. Juli 1900 in Innsbruck) war ein Tiroler Jurist, Schriftsteller, Verleger, Fotograf, Alpinist und Förderer des Fremdenverkehrs.

## Leben und Wirken

### Die juristische Laufbahn Müllers
Isidor Müller wurde als siebtes von zehn Kindern des Josef Müller und der Notburga Winkler im Landecker Ortsteil Bruggen geboren. Trotz beengter finanzieller Verhältnisse ermöglichte ihm sein Vater das Studium der Rechtswissenschaften, das er an der Universität Innsbruck absolvierte. Nach der Promotion zum Doktor der Rechte am 22. Juli 1861 wandte sich Müller dem Notariatsberuf zu. Nach einer mehrjährigen praktischen Ausbildung begann er seine Notariatslaufbahn 1872 in Hopfgarten. In den Jahren 1875 und 1876 praktizierte er in Reutte. In dieser Zeit veröffentlichte er eine Reihe von Artikeln, die das Notariatswesen und seine Entwicklung in Tirol zum Gegenstand hatten. Im Jänner 1877 genehmigte die Statthalterei die Verlegung seiner Kanzlei nach Silz, wo seine juristische Karriere aber schon bald ein jähes Ende fand: Müller wurde nach Beschwerden aus der Bevölkerung wegen diverser Nachlässigkeiten in seiner Amtsführung von einem Disziplinarsenat der Notariatskammer vom Dienst suspendiert und in der Folge seines Amtes ganz enthoben; dies, obwohl ihm nichts Unehrenhaftes vorzuwerfen war. In seinem angestammten Beruf als Jurist konnte Müller danach nicht mehr Fuß fassen. Sein Wissen, das er sich als Notar erworben hatte, hat er aber dennoch nicht brach liegen lassen: Im Herbst 1888 erschien in der Buchdruckerei von Karl Lampe in Imst ein Werk mit dem Titel Notulus – Der Selbstnotar für Tirol und Vorarlberg, das juristisch nicht gebildete Rechtsanwender in die Lage versetzen sollte, Urkunden und Gerichtseingaben selbst zu erstellen, ohne sich eines Rechtsbeistandes zu bedienen. Die erste Lieferung des Werkes wurde auf Antrag der Bezirkshauptmannschaft Imst vom Landesgericht Innsbruck mit der Begründung beschlagnahmt, dass eine bestimmte Textstelle im Notulus den Tatbestand des Verbrechens der Majestätsbeleidigung darstelle.

### Bühnenautor, Dichter und Poet
Der Drang, sich schriftstellerisch zu betätigen, verschaffte sich bei Isidor Müller sehr früh Geltung. Bereits 1852 veröffentlichte er die Prosaerzählung s‘ Christili von Valgenair, welche trotz des jugendlichen Alters des Autors als sein Meisterwerk gelten kann. Das Werk gelangte in dramatisierter Form zuletzt 2004 zur Aufführung. Im Alter von 26 Jahren veröffentlichte Müller das historische Schauspiel Friedrich mit der leeren Tasche, das in den 1860er Jahren im k.k. Innsbruck Nationaltheater auf die Bühne kam. Meist wurden seine Bühnenwerke von Laienschauspielergruppen aufgeführt. Da dies oft ohne sein Wissen geschah, ließ der um die Tantieme Geprellte in den gängigen Tageszeitungen des Landes Inserate einschalten, in denen er daran erinnerte, dass die öffentliche Aufführung seiner Werke ohne seine vorherige Zustimmung auch für Dilettantenbühnen unzulässig sei. Mit dem Einakter Die Tanzlektion auf der Alm konnte Müller das Publikum des Innsbrucker Stadttheaters für sich einnehmen. Das von der Presse als „dramatischer alpiner Scherz“ bezeichnete Stück wurde bei der internationalen Ausstellung in Wien von einer Brixlegger Schauspielergesellschaft mit Erfolg aufgeführt.
Den dramatischen Dichtungen stellte Müller belletristische Werke in freier und gebundener Sprache zur Seite. Eine Auswahl seiner Werke ist bei ALO und in der Bibliothek Dr. Tessmann in digitaler Form abrufbar. Seine epischen Dichtungen, von denen Die Braut des Kaiserjägers, die bekannteste ist, wirken heute antiquiert und schwerfällig. Über die Grenzen Tirols hinaus bekannt wurde die Hymne Der Deutsche Wald, die von Josef Pembaur d. Ä. vertont wurde. Dem Tiroler Radfahrerverband widmete Müller das Radfahrerlied, für das der Chordirigent A. Steiner die Klavierbegleitung schrieb. Müller war der erste Tiroler Dichter, der eine Gesamtausgabe seiner poetischen Werke vorbereitete. Diese hätte in die in drei Lieferungen erscheinen sollen. Die ersten zwei Serien gelangten in den Jahren 1896 und 1897 zum Verkauf, die dritte Lieferung, die noch vor der Jahrhundertwende hätte erscheinen sollen, wurde nicht mehr realisiert.

### Verfasser von Reiseführern
Isidor Müller hat neben schöngeistiger Literatur auch mehrere Reiseführer verfasst. Von diesen „Führerbücheln“ heben sich zwei von den anderen Werken dieser Gattung dadurch ab, dass sie in Gedichtform abgefasst sind. Den Führer durch das Oberinntal bis Bludenz verfasste Müller im Auftrag des Österreichischen Touristenklubs. Das Werk erschien gerade rechtzeitig zur Eröffnung der Arlbergbahn. Im Arl-Bahn-Gedenk beschrieb Müller – ebenfalls in Gedichtform – die 100 schönsten Punkte der Arlbergbahnstrecke. Dieses bemerkenswerte Büchlein ist eine der frühesten touristischen Werbeschriften Tirols. Neben den oft unfreiwillig komischen Texten enthält der Führer auch einen Reklameteil mit Geschäftsempfehlungen, die mit Einführungszeilen und Versen des Herausgebers versehen sind. Isidor Müller war auch der Verfasser einer Monographie für Fremde und Einheimische, die unter dem Titel Die Stadt Innsbruck mit Umgebung, Ausflügen und Tagestouren vertrieben wurde. Das bezeichnete Werk ist in der digitalen Bibliothek der Universität Innsbruck abrufbar. Einen Monat vor seinem Ableben stellte er das Manuskript Gedenk an’s Ländle fertig.
Müllers Reiseführer wurden nur in einer sehr begrenzten Stückzahl aufgelegt. Auch wenn man ihm gelegentlich unterstellte, dass seine Schilderungen nicht immer den Tatsachen entsprechen, haben seine Schriften dazu beigetragen, den Tourismus in Tirol zu beleben. Nutznießer seines Engagements waren nicht nur die durchreisenden Gäste, sondern auch die Hotellerie und Gastronomie, deren Leistungen in Müllers Werken ausführlich gewürdigt werden.

### Gestalter und Herausgeber von Literaturzeitschriften
1852 publizierte Isidor Müller in der von Ignaz Zingerle und Tobias Wildauer herausgegebene Literaturzeitschrift Phönix seine ersten literarischen Werke. Nachdem dieses Projekt eingestellt worden war, setzte 1859 Müller die von Johann Nepomuk von Alpenburg begründeten Tirolischen Monatsblätter fort. Diese Zeitschrift sollte sich nach seinem Plan zu einer Rundschau auf allen Gebieten des geistigen Lebens in Tirol entwickeln. Obwohl er mit den Lyrikern Johann Pfeifer und Balthasar Hunold namhafte Mitarbeiter für sein Projekt gewinnen konnte, blieb der erhoffte Erfolg aus. Schließlich wurde die nur unregelmäßig erscheinende Zeitschrift ganz eingestellt.
Nach einer Notiz im Boten für Tirol hat Müller im Winter 1859 auch versucht, sich in Wien mit einer periodisch erscheinenden Zeitschrift zu etablieren, für die er den Titel Die österreichische Akademie wählte.
20 Jahre später, im Jahre 1879, versuchte sich Müller ein letztes Mal als Zeitungsverleger. Die in Abständen von fünf Wochen erscheinende Zeitschrift führte den Namen Tirolerstufen und enthielt Altbekanntes und Bewährtes aus früheren Schaffensperioden des Dichters, das durch neue Werke ergänzt wurde. Im letzten Abschnitt dieser periodischen Druckschrift wurden Themen aus den Bereichen Tourismus und Alpinismus abgehandelt. Unpünktliches Erscheinen und das Fehlen bewährter Mitarbeiter brachten auch dieses Projekt zu Fall.

### Der Fotograf Isidor Müller

Basrelief von Alexander Colin, veröffentlicht im Verlag Würthle & Spinnhirn

Kommandantschaft der Feuerwehr Silz aufgenommen von Isidor Müller am 4. August 1876

Isidor Müller hat sich mit den Möglichkeiten, die die Fotografie bot, bereits zu einer Zeit beschäftigt, als Anton Gratl, die Brüder Bopp und C. A. Czichna, die Pioniere der Lichtbildkunst in Tirol, ihre Ateliers und Salons noch gar nicht eröffnet hatten. Im April 1862 berichtet eine Innsbrucker Tageszeitung – vorerst noch ohne Namensnennung – über das Vorhaben Müllers, den größten plastischen Kunstschatz Innsbrucks – die Marmorreliefs am Grabmal Kaiser Maximilians I. in der Innsbrucker Hofkirche – fotografisch festzuhalten und durch Vervielfältigung einem größeren Publikum zugänglich zu machen. Dazu musste der eben erst zum Doktor juris Promovierte die Genehmigung des Obersthofmeisteramtes einholen, die ihm anstandslos erteilt wurde. In der Folge bot er in verschiedenen Zeitungen, unter anderem in der Münchner Allgemeinen Zeitung den Kunst- und Buchhändlern in Deutschland öffentlich das Verlagsrecht für ein Kaiser Maximilian-Album an, wobei er sich gegen ein „würdiges Honorar“ verpflichtete, innerhalb von 3 Monaten die Matrizen der 24 Basreliefs, sowie die Porträts von Margarete von Sachsen, deren Gedenken das Album gewidmet war, und vom Schöpfer des Kunstwerkes, Alexander Colin, einzusenden. Innerhalb eines Jahres wollte Müller dann den historischen Text in deutscher, englischer, italienischer und französischer Sprache nachliefern. Ein Gesuch um einen Unterstützungsbeitrag von 300 Gulden zur Herausgabe dieses Albums wurde vom Tiroler Landtag abgewiesen, was Müller allerdings nicht davon abhielt, sein Vorhaben in die Tat umzusetzen. Die Aufnahmen der Basreliefs stammen nicht von ihm selbst, sondern wurden in seinem Auftrag vom Münchner Fotografen Danner angefertigt. Sie wurden im Ferdinandeum in Innsbruck und im germanischen Museum in Nürnberg ausgestellt Fotografien der Reliefs konnten unter anderem in der Kunsthandlung des Johann Groß bezogen werden. Ob die nach 1874 im Verlag der Fotografen Würthle & Spinnhirn vertriebenen Bilder von den Danner’schen Fotoplatten stammen oder ob sie vom Verleger selbst angefertigt wurden, ist noch nicht entschieden.
Wie eine Eintragung in einem 1879 erschienenen Branchenbuch beweist, war Müller – zumindest im Nebenerwerb – auch selbst als Fotograf tätig. In den Tirolerstufen bot Müller den Lesern „Tiroler Bilder für das Stereoskop“ an, die er „mit Hilfe des Wortes zu einem Bildungsmittel für Haus und Schule“ erheben wollte. Groß scheint die Nachfrage nach diesen Bildern nicht gewesen zu sein, jedenfalls ist von seinem fotografischen Nachlass kaum etwas erhalten geblieben. Beachtung haben seine Bilder vom Bau des Arlbergtunnels gefunden, die auch in Innsbruck ausgestellt wurden. In Silz und in Telfs haben sich Fotografien der Feuerwehren erhalten, die eindeutig Isidor Müller zugeordnet werden können.

### Der Alpinist
1875 gegründete Müller die Sektion Reutte des Deutschen und Österreichischen Alpenvereins, der er bis zur Verlegung seiner Notariatskanzlei nach Silz vorstand. Im Alpenverein Innsbruck-Landeck-Bludenz, einem Ableger des Österreichischen Touristenklubs, war er Schriftführer. Der begeisterte Alpinist und Naturliebhaber verfasste zahlreiche Beiträge über Wanderwege und Schutzhütten, die in der Österreichischen Touristenzeitung abgedruckt wurden. In Briefen, die er an eine fiktive Freundin namens Philoräa richtete und im Boten für Tirol und in den Tirolerstufen publizierte, entwickelte er seine Vorstellungen über den Alpinismus, den er als einen „Cultus“ definierte, dessen Ideal die mehr oder weniger gemeinsame, organisierte Begeisterung und Pflege der Alpennatur sei. Mit Vehemenz trat er gegen die von konservativen Kreisen vertretene Meinung auf, dass der Fremdenverkehr die einheimische Bevölkerung „verbilde“, d. h. negativ beeinflusse.
Am 26. Juli 1875 gelang Müller in Gesellschaft des Theodor Petersen und dem Führer Kaspar Neuner die Erstbesteigung der 3353 m hohen Rofelewand, einer der schönsten Berge des Kaunergrats zwischen Pitztal und Kaunertal.

## Würdigung
Isidor Müller war ein ungemein aktiver, ja geradezu rastloser Mensch, der viele Talente hatte. Seine Wankelmütigkeit und seine Launen verhinderten jedoch, dass er aus seinen Begabungen einen dauerhaften wirtschaftlichen Nutzen ziehen konnte. Diese Wesenszüge und seine grobe, bisweilen beleidigende Art waren ausschlaggebend dafür, dass er seine Stellung als Notar verlor. Mit der Amtsenthebung war die materielle Grundlage des einst gesellschaftlich geachteten Mannes erschüttert. Als sich auch noch seine Gattin von ihm abwandte und die Scheidung verlangte, kehrte er jeder ordentlichen Arbeit den Rücken und lebte von der Unterstützung seiner Verwandten. Übermäßiger Alkoholgenuss verschlimmerte seine Situation zusätzlich. Trotz dieser Schicksalsschläge hat sich Müller nie völlig aufgegeben. Dass es ihm immer wieder gelang, Geldgeber für seine Projekte zu finden, spricht dafür, dass er Menschen für sich einzunehmen wusste. Nach dem Tod seines Schwagers Anton Haid (Sternwirt in Imst) zog er in den Sommermonaten von Haus zu Haus, um seine Schriften feilzubieten. In der kalten Jahreszeit fand er im Kapfer’schen Männerversorgungshaus in Innsbruck Aufnahme. Auch in der letzten Phase seines Lebens zeigte er noch großen Wissensdurst und wurde oft im Lesesaal des Ferdinandeums gesehen. Er starb einsam und verlassen, wie er gelebt hatte, am 20. Juli 1900. Mit ihm ist ein Mann zu Grabe getragen worden, der schon sehr frühzeitig erkannt hat, dass gezielte Informationen über die Vorzüge eines Urlaubsdomizils und die sich dem Gast dort bietenden Möglichkeiten die Grundlagen für eine gedeihliche Entwicklung des Fremdenverkehrs ist. Sein Leichnam wurde am städtischen Friedhof in Innsbruck beigesetzt.